# 弗朗西斯科·德·桑多瓦爾
弗朗西斯科·戈麦斯·德·桑多瓦尔-罗哈斯和博尔哈（西班牙語：Francisco Gómez de Sandoval-Rojas y Borja，更常见的形式： Francisco de Sandoval y Rojas，1553年—1625年），第五代德尼亚侯爵、国王私室总管、兵马监、首席大臣以及腓利三世的宠臣、第一代莱尔马公爵、安普迪亚伯爵、希亚侯爵以及天主教会枢机。
弗朗西斯科生于托德西利亚斯并于腓力二世的宫廷中受教育。他的外祖父是博尔哈的圣方济各（耶稣会第三任總會長，天主教圣人），自1412年起，桑多瓦尔的家族就一直辈出先遣官（Adelantado）。
在腓力三世治世期间，桑多瓦尔是西班牙最富有权势的人。通过卖官鬻爵、巧用权术，他变得极为富有。作為領主，为了彰显他作为布尔格斯莱尔马公爵的威严，他使用了他的部分财产来扩张、修葺其庄园，为此他雇用了当时最杰出的建筑家以及最好的军队。
作为大臣，他是腓力三世最亲近和最信任的人，桑多瓦尔甚至得以让西班牙于1601年迁都巴利亚多利德。迁都前六个月，他还购置不动产以便投机。1606年腓力三世还都马德里，桑多瓦尔仍然备受尊荣。有些历史学家怀疑1601年的迁都本来就是桑多瓦尔的一个计划，而他并不真的想要放弃马德里。其证据则是1603年他与马德里市长之间合谋所留下的一些文档。
作为国王私室总管，西班牙帝国1599年至1618年间实际的决策权都落在了桑多瓦尔手中。他治下最重要的事件包括1609年与联省共和国以及南尼德兰的十二年和约以及摩里斯科人驱逐令。
他的外孫女是日後的葡萄牙王后路易莎·德·古茲曼。